# Grzegorz (Uzunow)
Grzegorz, imię świeckie Georgi Iwanow Uzunow (ur. 6 sierpnia 1906 w Gabarewie, zm. 7 grudnia 2000) – bułgarski biskup prawosławny.

## Życiorys
Wykształcenie podstawowe uzyskał w rodzinnej wsi, w wieku szesnastu lat podjął naukę w seminarium duchownym w Płowdiwie. Następnie kontynuował studia teologiczne na wydziale teologicznym Uniwersytetu w Sofii. 15 sierpnia 1929 złożył wieczyste śluby mnisze, po czym został wyświęcony na hierodiakona. W 1933, po uzyskaniu dyplomu wyższych studiów teologicznych, został wykładowcą, wychowawcą i bibliotekarzem w szkole duchownej przy Monasterze Czerepiskim. Święcenia kapłańskie przyjął 15 lutego 1934 z rąk biskupa bregalnickiego Panareta.
W roku akademickim 1934/1935 był wykładowcą seminarium duchownego w Sofii, jesienią 1935 został przeniesiony do pracy w seminarium płowdiwskim, gdzie był wychowawcą i bibliotekarzem. W 1939 mianowano go protosynglem metropolii starozagorskiej. W 1946 otrzymał godność archimandryty. Jesienią 1952 objął godność protosyngla w metropolii wraczańskiej, blisko współpracując z jej ordynariuszem, metropolitą Paisjuszem. W 1965 mianowano go przełożonym Monasteru Trojańskiego; godność tę sprawował przez trzy lata. 11 kwietnia 1965 przyjął w soborze św. Aleksandra Newskiego w Sofii chirotonię biskupią z tytułem biskupa krupniskiego.
W latach 1968–1972 był przedstawicielem Patriarchatu Bułgarskiego przy Rosyjskim Kościele Prawosławnym. W 1972 został metropolitą łoweckim i pełnił ten urząd do śmierci w 2000. Pochowany w sąsiedztwie katedralnego soboru Trójcy Świętej w Łoweczu.